# غالا
غالا (بالإيطالية: Gala)‏ هي مغنية مؤلفة ومغنية إيطالية، ولدت في 6 سبتمبر 1975 في ميلانو في إيطاليا.

## وصلات خارجية
- الموقع الرسمي
- غالا على موقع IMDb (الإنجليزية)
- غالا على موقع ميوزك برينز (الإنجليزية)
- غالا على موقع أول ميوزيك (الإنجليزية)
- غالا على موقع ديسكوغز (الإنجليزية)
- غالا على موقع ديسكوغز (الإنجليزية)